# Bascanichthys pusillus
Bascanichthys pusillus är en fiskart som beskrevs av Seale, 1917. Bascanichthys pusillus ingår i släktet Bascanichthys och familjen Ophichthidae. Inga underarter finns listade.